# The Death of Captain America
«Смерть Капитана Америка» (англ. The Death of Captain America) — сюжетная арка комиксов о Капитане Америка, состоящая из восемнадцати выпусков и изданная компанией Marvel Comics. Была написана писателем Эдом Брубейкером и иллюстрирована художником Стивом Эптингом. Сюжетная линия развивалась в Captain America (vol. 5) #25 — #42, а первый её номер, #25, стал самым продаваемым комиксом месяца. Сюжетная линия внесла радикальные изменения во вселенную Marvel, и сопровождалась мини-серией Fallen Son: The Death of Captain America (рус. Падший сын: Смерть Капитана Америка).

## Сюжет
В период Гражданской войны Стиву Роджерсу было предъявлено обвинение по нескольким пунктам, и на время следствия он находился под стражей в Щ.И.Т. Убийство Роджерса было подготовлено Красным Черепом, который нанял Кроссбоунса в качестве снайпера. Он выстрелил Стиву в спину после того, как тот входил в здание окружного суда, чтобы принять участие в слушании по своему делу. Кроме того, психиатр Доктор Фаустус, выдавая себя за психолога Щ. И. Т., манипулировал Шэрон Картер, и поместил в её мозг хирургические имплантаты для гипнотического воздействия, чтобы заставить её стрелять в Роджерса. Картер, находясь в толпе, выстрелила трижды — в живот и грудь и один раз в воздух. Позже, не осознавая своих действий, бросилась помогать Роджерсу. Он в тяжёлом состоянии был доставлен в больницу, где скончался от полученных ран.

Раненый Стив Роджерс возле здания суда вместе с Шэрон Картер.

Государственные похороны Капитана Америка прошли на Арлингтонском кладбище, но его тело было поддельным. Настоящее тело Роджерса было сразу же увезено в штаб-квартиру Щ. И. Т., чтобы сохранить как образец идеального суперсолдата. Вскоре его вернули в ледник, где Мстители нашли его после падения с взорванного самолёта после Второй Мировой. На леднике прошла церемония, на которой присутствовали Тони Старк, Хэнк Пим, Джанет ван Дайн и Нэмор, который пообещал, что пока он правит морями, никто не потревожит тело Капитана Америка. В первый год после его смерти, с его духом общался Тор и пообещал отомстить, но Роджерс попросил его не делать этого, так как в мире и без того слишком много смерти и насилия. Тор устроил минуту молчания в память Стива, с помощью своих способностей отключив электроснабжение в Соединённых Штатах на 60 секунд.
Роджерса оплакивали многие герои, даже те, кто не был с ним знаком лично. Позже, другие, в частности Сокол, бывший Зимний солдат Баки Барнс и мутант Росомаха, решили отомстить за смерть Стива. В день его убийства, Роджерс передал Старку пакет, в котором было его фото с Баки времён Второй мировой войны, и письмо с просьбой уберечь Баки от гнева и злости, и передать костюм Капитана Америка ему, в случае, если с Роджерсом что-то случится.
Баки Барнс обвиняет Тони Старка в гибели Роджерса. Ему удалось напасть и деактивировать его броню, но вскоре Старк рассказал ему последнюю просьбу Роджерса. Баки соглашается стать новым Капитаном Америка, но при условии, что он будет независимым агентом: Старк не будет вмешиваться в его дела, и он не должен будет ни перед кем отчитываться, включая Щ. И. Т. и организацию Инициатива.
Красный Череп, разум которого находился в теле Александра Лукина, начинает использовать Корпорацию Кронос для осуществления крупных экономических сделок против пошатнувшейся экономики страны, в то время как Доктор Фаустус «промывает» мозги агентам Щ. И. Т., и те устраивают перестрелку у Белого Дома. Так же, Череп похищает Шэрон Картер, зная, что она ждёт ребёнка от Капитана Америка. Все действия Красного Черепа направлены на укрепление авторитета его марионетки в правительстве — политика Гордона Райта, популярность которого взлетает во время учиненных Черепом беспорядков. Райт становится третьим кандидатом на президентское кресло, и в случае своего избрания, по договорённости с Черепом, создаст полицейское управление, тайно контролируемое Красным Черепом. Кроме того, Череп планирует переместить свой разум из тела Лукина в нерожденного ребёнка Шэрон. Но из-за чрезмерной спешки и ошибок в деталях, план рушится — дочь Красного Черепа, Грех, нападает на Шэрон и та теряет ребёнка. Грех намеренно пытается спровоцировать убийство Гордона Райта. Доктор Фаустус ещё раз заставляет Шэнон Картер выстрелить в Лукина, думая, что это Красный Череп, но Арним Зола успел переместить его разум в тело одного из роботов, заброшенных ещё в 1950-х годах. До настоящего момента, Череп не смог вернуться в своё тело, и находится в теле робота.

## Издания
Кроме восемнадцати основных выпусков Captain America (vol. 5) #25-#42 было издано четыре коллекционных комплекта в твёрдом переплёте:
- Captain America: The Death of Captain America, Vol. 1 — The Death of the Dream (ISBN 0785124233)
- Captain America: The Death of Captain America, Vol. 2 — The Burden of Dreams (ISBN 0785124241)
- Captain America: The Death of Captain America, Vol. 3 — The Man Who Bought America (ISBN 0785129707)
- Captain America: The Death Of Captain America Omnibus (ISBN 0785138064)

## Отзывы
Выпуск стал переломным во всей вселенной Marvel: смерть настолько известного героя с семидесятилетней историей — событие крайне редкое. О выходе комикса, рассказывающего о смерти Капитана Америки, сообщалось по ABC News, где обозреватель Брайан Робинсон провёл параллель между событиями, происходящими в комиксе, с событиями 11 сентября 2001 года. Кроме того, событие так же освещалось такими изданиями как New York Times, USA Today, CNN News, MSNBC, New York Daily News, Associated Press где Роджерса называли «национальным героем», «кумиром миллионов», несмотря на то, что это вымышленный персонаж. Первый выпуск сюжетной линии, а именно Captain America (vol. 5) #25 стал самым продаваемым комиксов в США в марте 2007 года: вместе с предварительным заказом было продано почти 300 000 копий. Сайт IGN оценил #34 в 9.8 баллов из 10, и оценки остальных выпусков не опускались ниже 8.